# Owlman

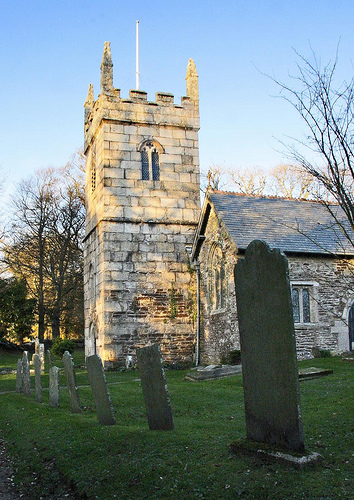
Kostel v Mawnanu, místo pozorování

Owlman (česky: Soví muž) je ve folklóru Cornwallu bytost podobná sově. Je označován také jako Cornish Owlman nebo Owlman of Mawnan. V roce 1976 měl být pozorován ve vesničce Mawnan, jak prolétá nad kostelní věží.
Owlman je rovněž jméno postavy superpadoucha z DC Comics. Vyskytuje se také v různých filmech.

## Historie pozorování
17. dubna 1976 měly vidět dvě dívky tvora podobného sově, jak letí nad kostelem v Mawnanu. Dívky se měly jmenovat June a Vicky Mellingovy. Příběh rozšířil Tony Shiels, kterému údajně jedná dívka poskytla popis stvoření. Shiels stvoření nazval Owlman.
Příběh byl vydán v brožuře Morgawr: The Monster of Falmouth od Anthonyho Mawnana-Pellera. Podle Shielse došlo k dalšímu pozorování 3. července 1976.